# Port-Brillet
Port-Brillet är en kommun i departementet Mayenne i regionen Pays de la Loire i nordvästra Frankrike. Kommunen ligger i kantonen Loiron som tillhör arrondissementet Laval. År 2022 hade Port-Brillet 1 816 invånare.

## Befolkningsutveckling
Antalet invånare i kommunen Port-Brillet
| Referens: INSEE |